# Alexej Vasiljevič Kolcov
Alexej Vasiljevič Kolcov (15. října 1809, Voroněž – 10. listopadu 1842) byl ruský romantický básník, označovaný za „ruského Burnse“.

## Biografie
Jeho otec byl statkář a Alexej na otcově statku pomáhal s pastýřskou a honáckou prací, velmi rád ale četl a v šestnácti letech se pokusil o první verše. V roce 1831 byly při jakési obchodní cestě do Moskvy Kolcovovy verše poprvé časopisecky otištěny, v roce 1835 vyšly knižně. Kolcov se stal významnou literární osobností. Po onemocnění básníkova otce se ale jeho statek utopil v právních problémech, které podlomily i Kolcovovo zdraví. Alexej Vasiljevič Kolcov tak ve čtyřiatřiceti letech zemřel.
Kolcov postrádal formální vzdělání (nikdy se nenaučil psát pravopisně správně), ve svých textech, většinou krátkých, tematicky velmi různorodých lyrických písních, se inspiroval téměř výlučně ruskou lidovou poezií (někdy jsou jeho básně s mírnou nadsázkou označovány za lidovou poezii, jejíž autor je náhodou známý). Jeho básně měly ve své době velký ohlas pro svou romantickou citlivost a živost, oslavu prostého rolníka a jeho života. Mnoho z nich bylo zhudebněno. Do češtiny Kolcovovy verše přeložili například Ladislav Quis nebo František Krsek.